# Киреево (платформа)
Кире́ево (бел. Кірэева) — остановочный пункт Белорусской железной дороги в Дубровенском районе Витебской области Беларуси. Открыт в 1951 году на Минской железной дороге.

## Описание
Остановочный пункт Оршанской дистанции пути Минского отделения Белорусской железной дороги. Расположен в Беларуси, на территории Осинторфского сельсовета Дубровенского района Витебской области, рядом с деревней Костино. Расположен в 14 километрах от государственной границы с Россией. В семистах метрах на север от платформ проходит международная автомагистраль Е30.
Два пути на главном ходу. Имеются две низкие береговые пассажирские платформы, соединённые между собой низкими пешеходными переходами, с северной стороны небольшой павильон со скамейками.

## Пассажирское движение
Через остановочный пункт ежесуточно проходит несколько пассажирских поездов международного сообщения, ни один из них остановки в Киреево не имеет. Регулярное пригородное пассажирское движение по станции отменено в связи с введением коронавирусных ограничений.
С 18 марта 2020 года маршрут пригородного приграничного поезда Красное — Орша-Центральная, ранее курсировавшего через Киреево, изменён. Поезда сообщением Орша — Красное — Орша следуют по маршруту Орша — Осиновка — Орша..